# 낙인 (2019년 영화)
"낙인"(Fallen)은 한국에서 제작된 이정섭 감독의 2020년 SF, 드라마 영화이다. 양지 등이 주연으로 출연하였고 이정섭 등이 제작에 참여하였다.

## 출연

### 주연
- 양지
- 장태영

### 조연
- 이지용
- 황세온
- 한성민
- 윤하빈
- 김가현
- 정동선
- 권잎새
- 김세현
- 주서은
- 이유청
- 지민규